# Kuai Man
Kuai Man (Chinees: 蒯曼) (Yancheng, Jiangsu, 7 februari 2004) is een Chinees professioneel tafeltennisster. Zij speelt linkshandig met de shakehandgreep. 
Ze werd samen met Wang Manyu wereldkampioen vrouwen dubbelspel op de wereldkampioenschappen 2025.